# 3415-ös busz
A 3415-ös jelzésű regionális autóbuszvonal Eger, Noszvaj és Szomolya között húzódik, amelyet a MÁV Személyszállítási Zrt. üzemeltet.

## Útvonala
Az autóbuszvonal Heves vármegye megyeszékhelyét és Borsod-Abaúj-Zemplén vármegye egyik községét, Egert és Szomolyát köti össze, útvonalára fűzve Noszvaj települést.
A járatok legtöbbje minden állomáson és megállóhelyen megáll, azonban jócskán indulnak gyorsjáratok és céljáratok is Eger és Szomolya, valamint Noszvaj és Szomolya között is. Egeren belül Maklárihóstyán és a Vécsey-völgyön mennek keresztül, majd közúton haladnak Noszvajra át a Nagy-Eged-dűlőn. Noszvajon belül több indítás a község üdülőterületét is bejárja. Innen végállomásukra, Szomolyára közlekednek az autóbuszok, melyek egyik fele a faluházánál, másik része a mezőgazdasági telepnél fejezik be útjuk.
Ellentétes irányban többször is az érkező állomás nem a Barkóczy utcai buszpályaudvar, hanem a Törvényszék megállóhely.

## Közlekedése

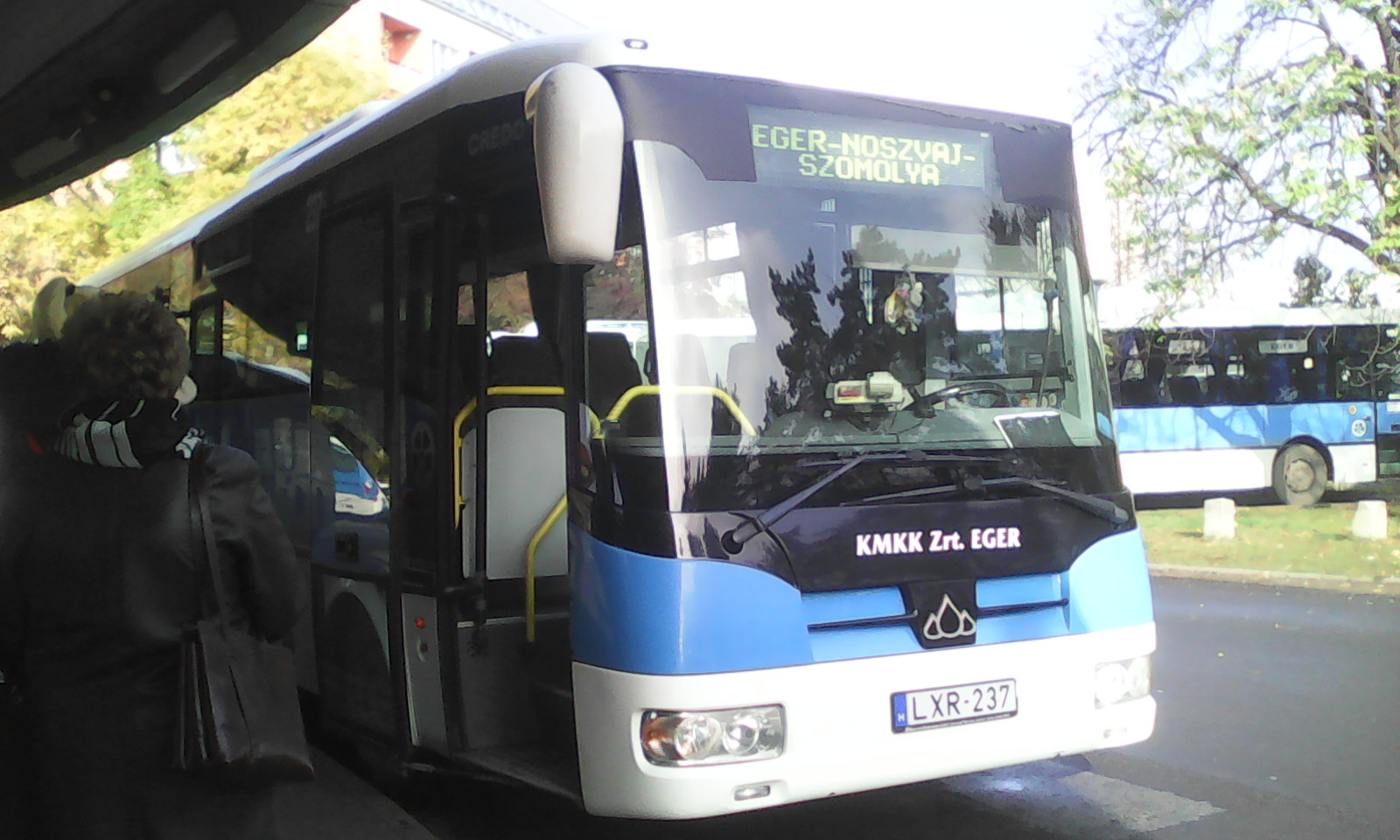
Jellemzőek az Agria Volán festésű Credo EC 12 járművek

Az autóbuszjáratok a hét minden napján közlekednek, nagy sűrűséggel, a legtöbb járat Szomolyáig elközlekedik. Eger és Noszvaj között a 3417-es buszok útján közlekedik, teljes szakaszon a 3407-es és 3418-as buszokkal is.
| Viszonylat                                   | Indításszám       | Közlekedési rend          |
| -------------------------------------------- | ----------------- | ------------------------- |
| Eger, Törvényház ⭠ Noszvaj, Szomolyai út 24. | 1 vissza          | tanítási naponta          |
| Eger, Törvényház ⭠ Szomolya, kh.             | 1 vissza          | tanítási naponta          |
| Eger, Törvényház ⭠ Szomolya, major           | 1 vissza          | tanítási naponta          |
| Eger, aut. áll. – Noszvaj, Szomolyai út 24.  | 1 pár             | tanítási naponta          |
| Eger, aut. áll. – Noszvaj, Szomolyai út 24.  | 2 oda, 3 vissza   | tanszünetben munkanaponta |
| Eger, aut. áll. – Szomolya, kh.              | 2 pár             | tanítási naponta          |
| Eger, aut. áll. – Szomolya, major            | 12 oda, 11 vissza | tanítási naponta          |
| Eger, aut. áll. – Szomolya, major            | 10 pár            | tanszünetben munkanaponta |
| Eger, aut. áll. – Szomolya, major            | 9 oda, 7 vissza   | szabadnaponta             |
| Eger, aut. áll. – Szomolya, major            | 8 oda, 6 vissza   | munkaszüneti naponta      |
| Noszvaj, Kossuth út 83. – Szomolya, major    | 2 pár             | tanítási naponta          |

## Megállóhelyei
| Tanítási napokon 3 járat által érintett az Autóbusz-állomás helyett.                |                                                |         | |
| ∫                                                                                   | Eger, Törvényszék végállomás                   | ∫       | 7, 7A, 17 3407 |
| 0                                                                                   | Eger, autóbusz-állomás vonalközi végállomás    | 0.0 km  | 2, 2A, 4, 5, 5A, 6, 7, 7A, 11, 12, 14, 14E, 16, 17, 112, 914 1049, 1050, 1051, 1053, 1054, 1343, 1344, 1346, 1347, 1348, 1349, 1351, 1352, 1362, 1380, 1383, 1426, 1427, 1428, 1447, 1466, 1468, 1517 3400, 3402, 3403, 3405, 3406, 3407, 3408, 3409, 3410, 3411, 3412, 3414, 3416, 3417, 3418, 3419, 3420, 3423, 3424, 3426, 3430, 3431, 3432, 3433, 3434, 3435, 3440, 3441, 3442, 3443, 3444, 3445, 3446, 3448, 3450, 3455, 3456, 3457, 3458, 3462, 3469, 3470, 3471, 3472, 3473, 3474, 3476, 3479, 3480, 3481, 3482, 3483, 3484, 3488, 3604, 3660, 3667, 4012, 4014, 4015, 4157 |
| 1                                                                                   | Eger, Egyetem                                  | 0.6 km  | 4, 5, 5A, 6, 16, 914 3405, 3406, 3407, 3416, 3417, 3418, 4012 |
| 2                                                                                   | Eger, uszoda (↓) Eger, Szarvas tér (↑)         | 1.2 km  | 4, 5, 5A, 6, 16, 914 3405, 3406, 3407, 3416, 3417, 3418, 4012 |
| 3                                                                                   | Eger, Gárdonyi ház                             | 2.2 km  | 3A 3407, 3416, 3417, 3418, 4012 |
| 4                                                                                   | Eger, Egervár vasúti megállóhely               | 2.5 km  | 3A, 7, 7A, 17 3407, 3416, 3417, 3418, 4012 személyvonat – Egervár (87) |
| 5                                                                                   | Eger, Vécsey-völgy                             | 3.5 km  | 3A, 7, 7A, 17 3407, 3416, 3417, 3418, 4012 |
| 6                                                                                   | Eger, Lovastanya                               | 4.6 km  | 3407, 3416, 3417, 3418, 4012 |
| 7                                                                                   | Eger, Csomóstanya                              | 5.4 km  | 3407, 3416, 3417, 3418 |
| 8                                                                                   | Eger, Nagy-Eged dűlő                           | 6.6 km  | 3407, 3416, 3417, 3418 |
| 9                                                                                   | Szőlőcskei elágazás                            | 7.8 km  | 3407, 3416, 3417, 3418 |
| 10                                                                                  | Szőlőcskei rakodó                              | 8.7 km  | 3407, 3416, 3417, 3418 |
| 11                                                                                  | Noszvaj, várhegyi elágazás                     | 10.4 km | 3407, 3416, 3417, 3418 |
| 12                                                                                  | Noszvaj, síkfőkúti elágazás                    | 11.2 km | 3407, 3416, 3417, 3418, 4012 |
| Tanítási naponta 7; tanszünetben munkanaponta 6; hétvégente 4 járat által érintett. |                                                |         | |
| ∫                                                                                   | Noszvaj, Síkfőkút Hotel                        | ∫       | 3407, 3418 |
| ∫                                                                                   | Noszvaj, Bükk Panzió                           | ∫       | 3407, 3418 |
| ∫                                                                                   | Noszvaj, Béke út 34.                           | ∫       | 3407, 3418 |
| 13                                                                                  | Noszvaj, Kossuth út 83. vonalközi végállomás   | 12.2 km | 3407, 3416, 3417, 3418, 4012 |
| 14                                                                                  | Noszvaj, faluközpont                           | 12.7 km | 3407, 3416, 3417, 3418, 4012 |
| 15                                                                                  | Noszvaj, De La Motte kastély                   | 13.1 km | 3407, 3418 |
| 16                                                                                  | Noszvaj, Szomolyai út 24. vonalközi végállomás | 13.7 km | 3407, 3418 |
| 17                                                                                  | Noszvaj, idősek otthona                        | 14.3 km | 3407, 3418 |
| 18                                                                                  | Noszvaj, Oxigén Hotel                          | 15.3 km | 3407, 3418 |
| 19                                                                                  | Szomolya, Árpád út                             | 17.4 km | 3407, 3418, 4016 |
| 20                                                                                  | Szomolya, Kossuth utca 67.                     | 17.8 km | 3407, 3418, 4016 |
| 21                                                                                  | Szomolya, községháza vonalközi végállomás      | 18.3 km | 3407, 3418, 4016 |
| 22                                                                                  | Szomolya, Széchenyi út                         | 19.0 km | 3407, 3418, 4016 |
| 23                                                                                  | Szomolya, újtelep                              | 19.5 km | 3407, 3418, 4016 |
| 24                                                                                  | Szomolya, major végállomás                     | 20.3 km | 3407 |